# Androstadienon
Androstadienon is een geurstof die aan mannelijk zweet een kenmerkende geur geeft. Het wordt tijdens het zweten afgescheiden door de apocriene zweetklieren, die zich in de behaarde plaatsen van het lichaam bevinden.
Het is een steroïde en heeft bij mensen een sterke feromoon-achtige werking. Androstadienon heeft echter geen androgene of anabolische effecten. Hoewel het tot stemmingswisselingen kan leiden bij heteroseksuele vrouwen, leidt het bij hen niet tot gedragsveranderingen.
Androstadienon wordt regelmatig toegepast in mannenparfums, omdat wordt gesteld dat het de seksuele aantrekkingskracht van de man zou verhogen.